# Jan Kaplický
Jan Kaplický (* 18. April 1937 in Prag, damals Tschechoslowakei; † 14. Januar 2009 in Prag, Tschechien) war ein über die Grenzen seines Heimatlandes hinaus bekannter Architekt, der 1968 ins Vereinigte Königreich emigrierte und dort einen wesentlichen Teil seines Lebens verbrachte. Er war der leitende Architekt in dem Architekturbüro Future Systems und war wohl am meisten für seinen futuristischen Entwurf für das Selfridges Building in Birmingham und für das Medienzentrum am Lord’s Cricket Ground in London bekannt. Im Februar 2007 gewann er den internationalen Architektenwettbewerb zum Neubau der Nationalbibliothek der Tschechischen Republik in Prag.

## Kindheit und frühes Berufsleben
Kaplický wurde am 18. April 1937 in eine Künstlerfamilie hineingeboren. Seine Mutter Jiřina Kaplická war Zeichnerin und der Vater Josef Kaplický Maler, Architekt und Bildhauer. Als Kind war er fasziniert von den Ausgaben des Magazins Life, die ihm sein Patenonkel aus den Vereinigten Staaten schickte. Er war insbesondere von den modernen Technologien begeistert, über die darin berichtet wurde. Diese Lektüre hatte auf seine spätere Arbeit großen Einfluss.
Von 1956 bis 1962 studierte er in Prag an der Akademie für Kunst, Architektur und Design Prag, die er mit einem Architekturdiplom abschloss, 1964–1968 war er selbständig tätig.
Während des Prager Frühlings emigrierte er im September 1968 mit nur wenig mehr als seinen Kleidern ins Vereinigte Königreich.

## Karriere
Das erste Architekturbüro im Vereinigten Königreich, das Kaplický anstellte, war das von Denys Lasdun and Partners, wo er 1969–1971 tätig war, dann wurde er 1971 von Renzo Piano und Richard Rogers angestellt, mit denen er das Projekt ausarbeitete, das den Wettbewerb für das 1971–1977 in Paris erbaute Centre Georges Pompidou gewinnen konnte. Als das Architekturbüro 1973 nach Paris übersiedelte, konnte er nicht mitgehen, weil er zu diesem Zeitpunkt noch keinen britischen Reisepass erhalten hatte. Später, 1979–1983 war er für Foster Associates (heute Foster and Partners) tätig.
1979 gründete Kaplický gemeinsam mit David Nixon seine eigene Architekturfirma Future Systems. In diesem Unternehmen war er bis zu seinem Tod tätig. Amanda Levete trat 1989 als Partner in das Büro ein.
Zwar war Kaplický ein Finalist für den Prince Philip Prize im Jahr 1997, aber in den ersten 15 Jahren erhielt das Büro nur wenige Aufträge. Den Durchbruch erzielte Kaplický mit dem Pressezentrum am Lord’s Cricket Ground, für das er 1999 vom Royal Institute of British Architects (RIBA) mit dem den Stirling Prize belohnt wurde und zwei Jahre später mit einem der World Architecture Awards 2001. Er selbst sagte über dieses Projekt:

„Ich denke, dass mein Lieblingswerk vielleicht das Medienzentrum ist. Es ist etwas, was revolutionär war auf mehreren Gebieten – eine wirkliche technische Errungenschaft – aber vor allem, die darin arbeitenden Menschen haben gesagt: 'Wir lieben es' und das ist großartig.“

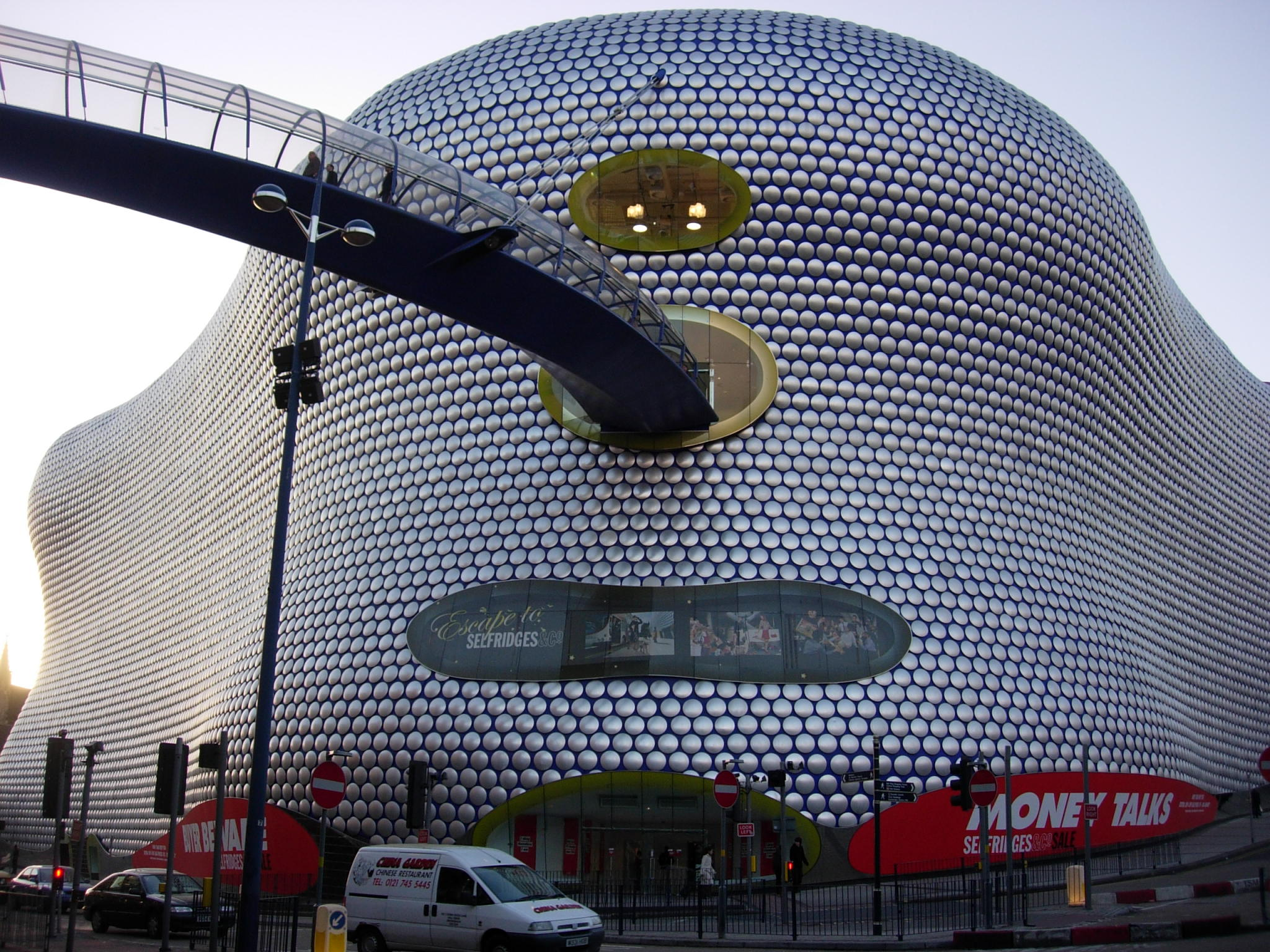
Einkaufszentrum Selfridges in Birmingham

Das nächste Großprojekt von Future Systems, das Selfridges Building in Birmingham gewann insgesamt sieben Preise, darunter 2004 den RIBA Award for Architecture.
2007 gewann Kaplický den Architektenwettbewerb für das neue Gebäude der Tschechischen Nationalbibliothek. Dieses Projekt hätte das erste große Bauwerk Kaplickýs in seinem Heimatland werden sollen, und nach seinen Worten war dies das wichtigste Ereignis in seinem Leben. Der Entwurf des Bauwerks, der an eine grüne und purpurne Blase erinnert und von den Pragern den Spitznamen Octopus erhielt, wurde jedoch heftig kritisiert. Der tschechische Staatspräsident Václav Klaus ließ vernehmen, er werde den Bau des Gebäudes unter Einsatz körperlicher Gewalt verhindern; sein Pressesprecher teilte später mit, die Bemerkung sei nicht für die Öffentlichkeit bestimmt gewesen und nicht ernst zu nehmen. Pavel Bém, der Prager Oberbürgermeister, hatte den Entwurf während des Wettbewerbs unterstützt, sich dann aber davon distanziert. Er erklärte, der Stadtrat werde den Bau nicht genehmigen, weil der Entwurf das Stadtbild ruiniere.
Im Oktober 2008 lehnte Kaplický aus Protest gegen diese Vorgänge die Annahme eines Preises ab, mit dem ihn das tschechische Kultusministerium ehren wollte - „für das außerordentliche architektonische Lebenswerk, mit dem er die tschechische Architektur im Inland und im Ausland bekannt“ gemacht habe. In einem Brief an Kultusminister Václav Jehlička schrieb Kaplický, es seien dessen „Ministerium und die Regierung, die die Ausführung meines Beitrags zur tschechischen Kultur und Architektur“ verhinderten.
Neben seiner Tätigkeit als Architekt war Kaplický auch lehrend tätig. Von 1982 bis 1988 unterrichtete er an der Architectural Association School of Architecture, der ältesten unabhängigen Architektenschule im Vereinigten Königreich und 1992 an der Schule für Architektur in Bordeaux sowie an der Technischen Universität Berlin. Im Jahr 2000 wurde er zum Ehrenmitglied der RIBA ernannt.

## Stil
Kaplický war ein Vertreter der High-Tech-Architektur; er experimentierte in den letzten Jahren seines Berufslebens mit organischer Architektur, die sich von natürlichen Formen inspirieren ließ. Er arbeitete unter anderem mit Richard Rogers oder Norman Foster zusammen.
Sein Architekturbüro war das einzige im Vereinigten Königreich, das für die NASA arbeitete. Dadurch konnte er sich Erfahrungen mit modernsten Materialien und Technologien aneignen. Diese Praxis beeinflusste die Arbeit des Ateliers.

## Wichtige Projekte
| Bild                                   | Objekt                                                                                                   | Preise |
| -------------------------------------- | --- | --- |
| Hauer-King House                       | Hauer-King House Canonbury, London, Vereinigtes Königreich Fertigstellung 1994                           | - Erster Preis, Aluminium Imagination Award (1995) - Geoffrey Gribble Memorial Conservation Award (1995) - Civic Trust Award (1996) |
| West India Quay Bridge                 | West India Quay Bridge Docklands, London, Vereinigtes Königreich Fertigstellung 1996                     | - British Construction Industry Award (1998) - Civic Trust Award (1998) - RIBA Award (1998) |
| Medienzentrum am Lord’s Cricket Ground | Medienzentrum, Lord’s Cricket Ground London, Vereinigtes Königreich Fertigstellung 1999                  | - BIAT Award for Technical Excellence (1999) - British Construction Industry Award (1999) - Erster Preis, Aluminium Imagination Award (1999) - RIBA Stirling Prize (1999) - Civic Trust Award (2000) - World Architecture Awards (2001)                                                                         |
| Selfridges Building                    | Selfridges Building The Bull Ring, Birmingham, Vereinigtes Königreich Fertigstellung 2003                | - Civic Trust Award (2004) - Destination of the Year, Retail Week Awards (2004) - Institution of Civil Engineers (2004) - Gesamtsieger, Concrete Society Awards (2004) - RIBA Award for Architecture (2004) - Royal Fine Art Commission Trust, Retail Innovation (2004) - Structural Steel Design Awards (2004) |
|                                        | U-Bahn-Station Neapel, Italien Fertigstellung 2008                                                       | |
| Ferrari-Museum                         | Ferrari-Museum Modena, Italien Fertigstellung 2012                                                       | |
|                                        | Nationalbibliothek der Tschechischen Republik Prag, Tschechien 2007 vergeben; Projekt später angehalten. | |

## Privatleben
Kaplický und Amanda Levete waren 15 Jahre lang ein Paar. Aus dieser Beziehung ging der Sohn Josef hervor. Kaplický und Levete gingen privat schließlich getrennte Wege, arbeiteten aber weiterhin zusammen. Im Jahr 2007 heiratete er Eliška Fuchsová. Die gemeinsame Tochter wurde am 14. Januar 2009 geboren. Der frischgebackene Vater starb etwa sieben Stunden später an Herzversagen, als er auf dem Weg zu einer Feier anlässlich der Geburt seiner Tochter war.

### Werke von Jan Kaplický
- Jan Kaplický: For Inspiration Only. Academy Editions, Chichester 1996, ISBN 1-85490-478-7 (englisch).
- Jan Kaplický: More for Inspiration Only. Academy Editions, Chichester 1999, ISBN 0-471-98770-0 (englisch).
- Jan Kaplický: Confessions. Wiley-Academy, Chichester 2002, ISBN 0-471-49541-7 (englisch).
- Jana Tichá, Jan Kaplický, Ivan Margolius (eds.): Future Systems. Zlatý řez, Prague 2002, ISBN 80-901562-6-6 (englisch).
- Jan Kaplický, Ivan Margolius: Česká Inspirace - Czech Inspiration. Fraktály Publishers, Prague 2005, ISBN 80-86627-09-8 (englisch).

### Über Jan Kaplický und sein Werk
- Martin Pawley: Future Systems: The Story of Tomorrow. Phaidon, London 1993, ISBN 0-7148-2767-3 (englisch).
- Martin Pawley: Hauer-King House: Future Systems. Phaidon, London 1997, ISBN 0-7148-3630-3 (englisch).
- Marcus Field: Future Systems. Phaidon, London 1999, ISBN 0-7148-3831-4 (englisch).
- Future Systems: Unique Building (Lord’s Media Centre). Wiley Academy, Chichester 2001, ISBN 0-471-98512-0 (englisch).
- Philipp Sturm, Peter Cachola Schmal: Zukunft von gestern - Visionäre Entwürfe von Future Systems und Archigram, München 2016, ISBN 9783791355757.
- Ivan Margolius: Jan Kaplický - Pro budoucnost a pro krásu. CPress, Brno 2020, ISBN 9788026433507
- Ivan Margolius: Jan Kaplický – For the Future and For Beauty, Edition Axel Menges, Stuttgart 2022, ISBN 978-3-86905-025-6